# Felix Elieser Shinnar

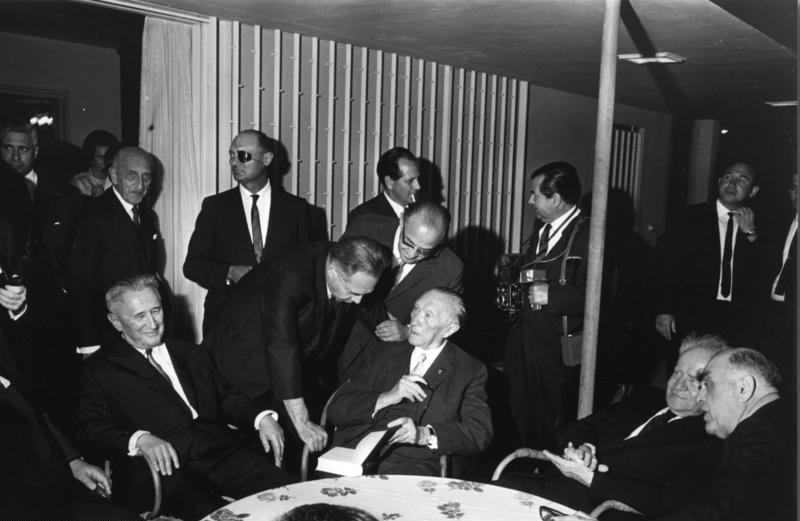
Konrad Adenauer bei seinem Israel-Besuch 1966 in Shinnars Haus in Tel Aviv. Shinnar (mit Brille) steht hinter Adenauer

Felix Elieser Shinnar (hebräisch פֵלִיקְס אֱלִיעֶזֶר שִׁנְעָר Felix Elīʿeser Schinʿar; * 17. April 1905 in Stuttgart; † 14. Mai 1985 in Tel Aviv; geboren als Felix Schneebalg) war ein aus Deutschland gebürtiger israelischer Bankjurist und Diplomat.

## Leben

### 1905 bis 1934
Felix Schneebalg war Sohn des Kaufmanns Heinrich Chaim Schneebalg und dessen Ehefrau Jenny, geborene Schiffmann. Er wuchs in Stuttgart auf, wo er unter seinem Geburtsnamen Felix Schneebalg das Gymnasium besuchte und das Abitur ablegte. Anschließend studierte er an den Universitäten Tübingen, Heidelberg und Frankfurt am Main Rechtswissenschaften. In Heidelberg wurde er 1927 mit der Arbeit Das Pfandrecht der Banken nach dem HGB, und den Geschäftsbedingungen zum Dr. jur. promoviert. Bis 1933 war Felix Schneebalg als Geschäftsführer einer Treuhandgesellschaft tätig. Nach der Machtübernahme durch die Nationalsozialisten verließ er 1934 Deutschland und emigrierte nach Palästina, das seit 1920 im Rahmen eines Völkerbundmandats von Großbritannien verwaltet wurde. In Palästina legte er dann seinen Geburtsnamen ab und führte fortan den Namen Shinnar.

### 1934 bis 1951
Entsprechend seiner Profession als Jurist wurde Shinnar in Palästina im Bankgewerbe tätig. Parallel leitete er über einige Jahre die älteste hebräische Zeitung, Haaretz. Von 1939 bis 1946 war er Vorsitzender der Israel Discount Bank. Seit 1941 war er mit Alisa Oppenheim verheiratet. Am 18. Mai 1948 erhielt er dann durch den ersten Handelsminister des neu gegründeten Staates Israel, des ebenfalls aus Deutschland stammenden Peretz Bernstein, die Bestellung zum Leiter der „Brennstoff-Abteilung“ in dessen Ministerium und kurz darauf die Ernennung zum „Controller of Fuel“ („Brennstoff-Kommissar“). Seine wichtigste Aufgabe war die Rohölbeschaffung als einziger Energiequelle des Landes. Zu diesem Zeitpunkt hatte Shinnar nur eine kurzfristige Betätigung für den Staat im Sinn, um diesem bei dem Aufbau einer Verwaltung zu helfen. Danach beabsichtigte er wieder seine Tätigkeit bei Haaretz und als Bankberater aufzunehmen.:15 In den Jahren 1949 bis 1951 baute Shinnar dann im Rang eines Botschaftsrats die Wirtschaftsabteilung in der Londoner Gesandtschaft auf, über die in der Folge die Ölversorgung, aber auch andere zur Aufrechterhaltung des Staates erforderliche Lieferungen administrativ begleitet wurden.:16 f. Nach seiner Rückkehr übernahm er die neu aufzubauende Abteilung des Außenministeriums „Geltendmachung der Ansprüche des jüdischen Volkes gegen Deutschland“.:18

### 1952 bis 1966
- siehe Israel-Mission

Von 1952 bis zum 31. März 1966 leitete Felix Shinnar im Rang eines Botschafters, aber ohne diplomatischen Status zu besitzen, die sogenannte Israel-Mission – eine Handelsmission, die zur Abwicklung der Wiedergutmachungsleistungen Deutschlands an Israel auf der Grundlage des Luxemburger Abkommens vom 11. September 1952 errichtet wurde. In dieser Zeit wohnte er im Kölner Stadtteil Lindenthal im früheren Nachbarhaus von Konrad Adenauer (Max-Bruch-Straße 8).
Von Fritz Bauer erhielt er Ende der 1950er Jahre erste Hinweise über das Versteck von Adolf Eichmann in Argentinien, so dass diese Informationen auch in den Besitz des israelischen Geheimdienstes Mossad gelangten.

## Schriften
- Das Pfandrecht der Banken nach dem HGB, und den Geschäftsbedingungen. Dissertation, Heidelberg 1927
- Entwicklung und Stand der Wirtschaft Israels: Vortrag am 12. Mai 1958 in Bonn. (=Schriftenreihe des Deutschen Industrie- und Handelstages, Band 52), Kluge, Berlin 1958.
- Bericht eines Beauftragten. Die deutsch-israelischen Beziehungen 1951–1966. Mit einem Vorwort von David Ben Gurion und Konrad Adenauer. Rainer Wunderlich Verlag Hermann Leins, Tübingen 1967.
- Erhard und Israel. In: Ludwig Erhard: Beiträge zu seiner politischen Biographie. Festschrift zum fünfundsiebzigsten Geburtstag. Propyläen Verlag, Frankfurt am Main 1972, S. 402–404.
- Franz Böhm zum Dank. In: Wirtschaftsordnung und Staatsverfassung: Festschrift für Franz Böhm zum 80. Geburtstag. Mohr, Tübingen 1975, S. 29–32.